# Alberto G. Valdeavellano
Pour les articles homonymes, voir Valdeavellano.
Alberto G. Valdeavellano, né à Guatemala City (Guatemala) le 5 août 1861 et mort dans cette ville le 16 juillet 1928, est un photographe guatémaltèque.
Il est le premier photographe de paysage et de sport du Guatemala.

## Biographie
Les parents d'Alberto G. Valdeavellano se marient le 25 octobre 1851 et ont sept enfants. Il est le quatrième des enfants du couple. Il grandit et fait ses études pendant la réforme libérale (es) dans les années 1870 et 1880. Il devient agnostique anticlérical, ce qui n'est pas rare pour la jeunesse éduquée de ces décennies au Guatemala.
Il obtient son diplôme d'études secondaires au prestigieux Instituto Nacional Central para Varones (es) (Institut national central pour garçons), où il est camarade de classe de Rafael Spínola, qui deviendra plus tard rédacteur en chef de La Ilustración Guatemalteca et de La Idea Liberal et, finalement, ministre des Infrastructures du président Manuel Estrada Cabrera ; Spínola l'a décrit en 1896 comme un artiste consommé qui dessinait ses camarades de classe et son professeur en classe.
Compte tenu de son talent de dessinateur et de peintre, il l'utilise pour travailler sur les techniques photographiques, techniques qu'il a en commun avec la plupart des pionniers de la photographie au Guatemala, en particulier au XIXe et au début du XXe siècle. Valdeavellano apprend son métier d'Emilio Herbruger (ca. 1880), propriétaire de "Fotografía Imperial" et où il travaille avec Juan J. de Jesús Yas et Luis de la Riva Ruiz. Au bout d'un moment, il travaille avec Eduardo J. Kildare au "Palacio de Artes", lorsque le photographe américain quitte la boutique d'Herbruger.
Vers la fin des années 1890, il travaille avec un associé dans "Fernández et Valdeavellano" sous le nom de "El Siglo XX" ("Le XXe siècle"). À ce moment-là, il vit dans une résidence de style arabe à Guatemala City et a un flux constant de mondains qui voulaient un portrait ; certains de ses meilleurs travaux sont publiés toutes les deux semaines dans La Ilustración Guatemalteca.
Après un voyage en Europe, son atelier devient "El Arte Nuevo" dans les années 1900 et, vers la fin de sa vie, il forme la société "Valdeavellano y Bolaños" et y travaille jusqu'à sa mort en 1928.
Valdeavellano est un photographe professionnel polyvalent, ce qui a fait de lui l'un des choix parmi l'élite et les classes moyennes au Guatemala pour faire leurs portraits ; il devient assez célèbre et est le premier photographe sportif du pays comme le montrent ses photos de cyclisme. Plusieurs de ces images sportives sont publiées dans La Ilustración Guatemalteca entre 1896 et 1897. Pour le premier numéro de ce magazine culturel, il prend la toute première photographie instantanée réalisée au Guatemala, le 28 juin 1896, une photo du président général José María Reina Barrios, sur son cheval observant des exercices militaires.
Il voyage sans arrêt dans tout le Guatemala, capturant le paysage rural, les routes et les voies ferrées ; il photographie des monuments coloniaux et des temples mayas à Quiriguá. Il obtient de nombreuses images du Guatemala avec son objectif et fait un effort extraordinaire pour les rendre publiques, aussi bien au Guatemala qu'à l'étranger. Il imprime des cartes postales et des affiches des principales villes du Guatemala, telles que Guatemala City, Quetzaltenango, Antigua Guatemala et Amatitlán.

### Décès
Valdeavellano meurt des causes d'un problème de foie le 16 juillet 1928 dans sa propre maison, située en face de l'église catholique Santa Teresa à Guatemala City, . Valdeavellano ne s'est jamais marié et n'a pas eu d'enfants, mais a mené une vie de famille abondante avec ses frères et sœurs, nièces et neveux.

## Photographies

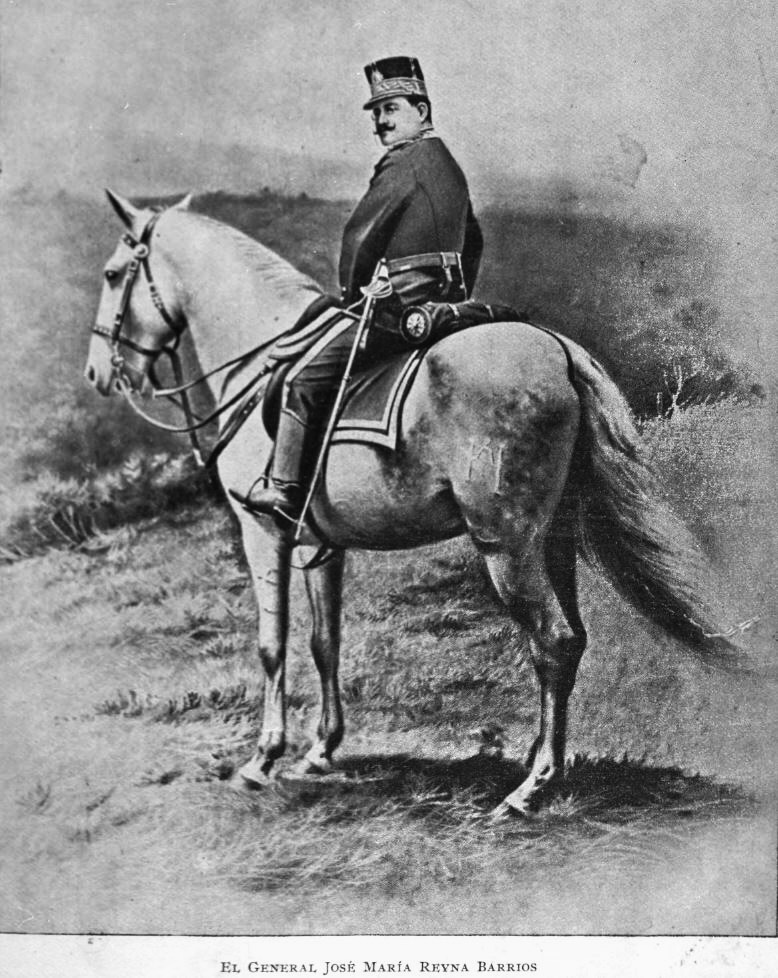
Première photographie instantanée jamais prise au Guatemala. Valdeavellano l'a prise le 28 juin 1896. Elle montre le président général de l'époque, José María Reina Barrios, observant ses exercices militaires à Guatemala City[5].
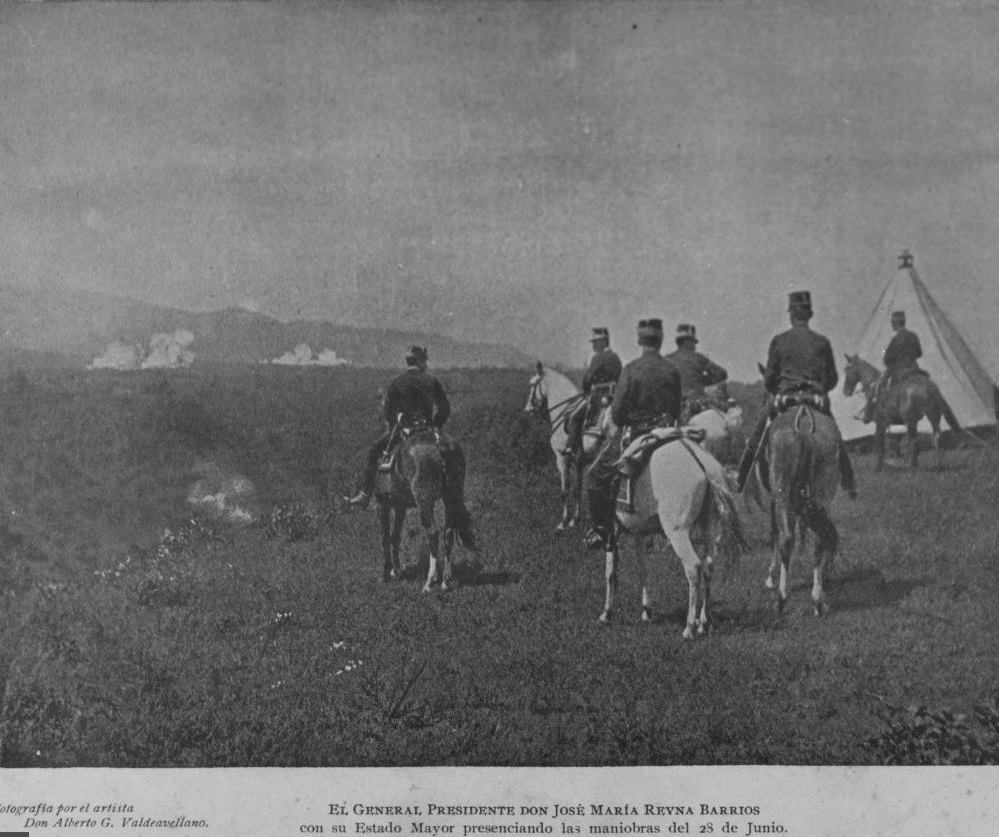
Une autre photographie des exercices du 28 juin 1896. Celle-ci montre le général Reina Barrios avec son état-major
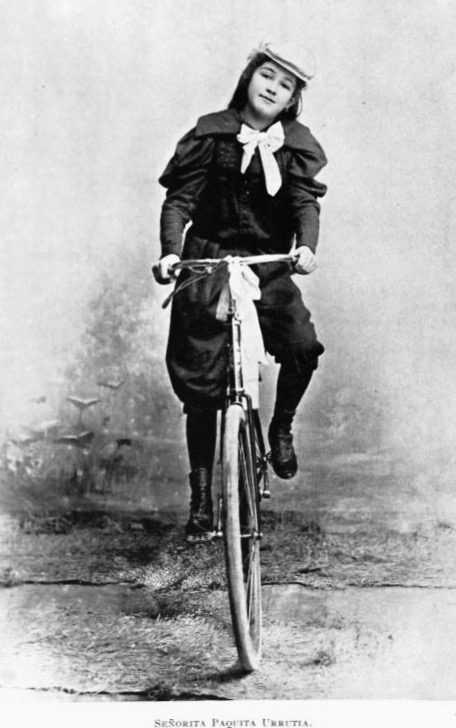
Mlle Paquita Urrutia, l'une des premières femmes cyclistes du Guatemala ; elle était la fille de l'ingénieur bien connu Claudio Urrutia
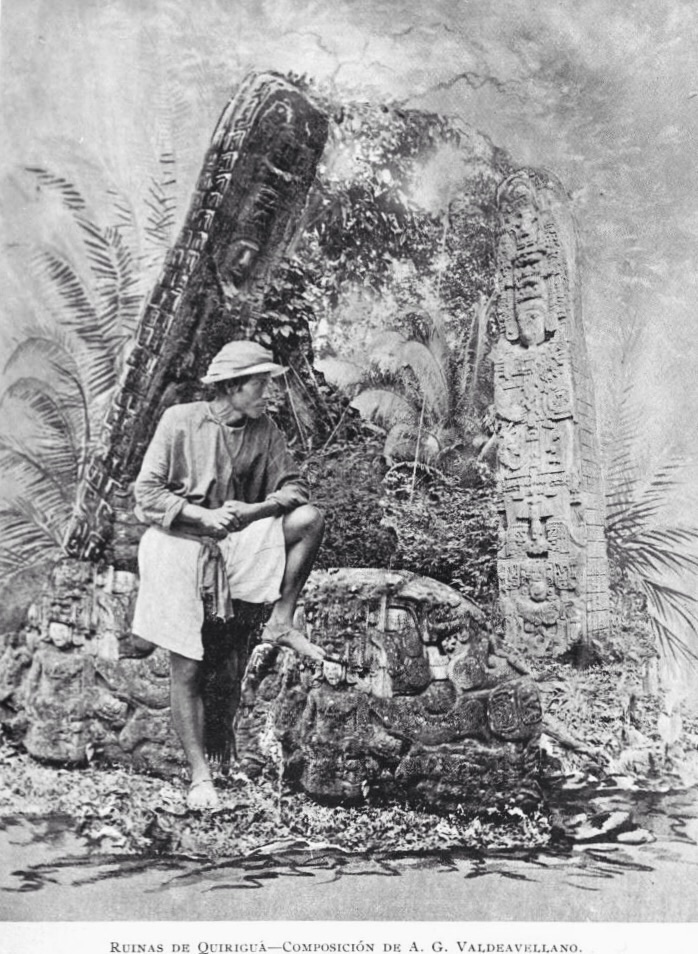
Quiriguá en 1896[8].